# 개그투나잇
《개그투나잇》은 2011년 11월 5일부터 2013년 4월 6일까지 방송되었던 코미디 프로그램인데 SBS 측에서 첫 방영 당시 시청률 7%를 넘길 경우 주중으로 시간대를 변경해주겠다고 약속했지만 확실하게 자리잡은 프로그램들(금요일 제외)이 있었던 터라 불발됐으며 당시 SBS는 최성인 이기진 윤상섭 PD 등 개국 초창기 예능-시트콤 연출자들의 공백 뿐 아니라 조연출자 출신 김은정 송광민 정효민 PD가 2011년 8월 종합편성채널 jTBC로 떠나 말 그대로 "설상가상"이었다.

## 일부 지역 자체방송
개그 투나잇은 각각 아래의 3개 지역 민영방송의 자체편성 관계로 방송되지 않으며, 제작국인 SBS, G1, CJB, kbc, JIBS, TBC, JTV 등 6개 지역민방 만이 자체 편성 없이 그대로 방송한다. 
 (디지털 케이블 TV와 IPTV에서 다시 볼 수 있다.)
- TJB: 테마 스페셜
- ubc: 시네포트
- KNN: BBC 특선시리즈 (BBC 영국드라마 제작)

## 결방·편성 변경
2012년
- 1월 21일 : 설날특선대작 특선영화 "부당거래" 편성으로 인한 결방
- 7월 28일 ~ 8월 11일 : 2012 런던 하계 올림픽 중계방송으로 인한 결방
- 9월 29일 : 추석특집드라마 "가족사진" 편성으로 인한 결방
- 12월 8일 : 김연아 선수 출전경기 중계방송으로 인한 결방

2013년
- 2월 9일 : 설날특선대작 특선영화 "평양성" 편성으로 인한 결방

## 출연 희극인
※ 가나다 순
| - 강성범 - 강재준 - 김건영 - 김민기 - 김민수 - 김성기 - 김승진 - 김승혜 - 김영 - 김용명 - 김원구 - 김재우 - 김필수 - 김한배 - 김현정 - 남호연 |  | - 박광수 - 박영재 - 박준형 - 박충수 - 서기원 - 손민혁 - 신흥재 - 안시우 - 양철수 - 여주석 - 유남석 - 윤성한 - 윤진영 - 이동엽 - 임준혁 |  | - 정세협 - 정용국 - 정현수 - 정만호 - 정민규 - 주성중 - 최백선 - 최은희 - 하박 - 한명진 - 한병준 - 홍동명 - 홍윤화 - 홍현희 - 황영진 |

## 관련 프로그램
- 웃음을 찾는 사람들
- 개그콘서트 - KBS2
- 코미디에 빠지다 - MBC
- 코미디빅리그 - tvN